# Club José Pardo
El Club José Pardo fue un club de fútbol peruano del distrito del Callao, Provincia Constitucional del Callao. Fue uno de los primeros equipos chalacos de origen de los centros educativos de la época, en incursionar en el fútbol.

## Historia
El equipo José Pardo se fundó en 1899, por alumnos de origen chalaco, del colegio José Pardo de Lima. Su campo deportivo era el Recreo Chalaco. Inició su incursión en el fútbol participando en el torneo de escuelas fiscales de 1899 y 1900. El José Pardo logró el título en 1900. En 1910 campeonó el torneo interescolar. Asimismo, extendió las prácticas de fútbol a otros equipos del Callao. Entre ellos tenemos: Sport Bolognesi , El Libertad , Sport Sáenz Peña , Unión Callao , Albarracín , Morro de Arica , Atlético Grau N°1 , Atlético Grau N°2 , Club Unión Juvenil , San Martín  , Atlético Chalaco entre otros.
Luego compitió con pocos equipos de fútbol de la capital, tenemos el ejemplo del Unión Cricket en 1903. Durante los torneos de escuelas fiscales e inter escolar, como colegio y como club de fútbol, enfrentó a similares de la época, por ejemplo: Nuestra Señora de Guadalupe , el Colegio Mercedarias , el Colegio San Pablo , Ínclito Julio de la Escuela Fiscal Nº 4351 , el Colegio de Lima, el Colegio Whilar , el Colegio Inmaculada , el Colegio Santo Tomás de Aquino , el Colegio Sagrados Corazones , The Callao High School , el Colegio Labarthe , el Colegio Dos de Mayo , el Colegio Raimondi en Lima y el Instituto Chalaco.
Al igual que el José Pardo, del mismo centro de estudios nace el Club Atlético Pardo.

## Jugadores
- Armando Filomeno

## Uniforme
Evolución Indumentaria.
| Titular 1 | Titular 2 | Titular 3 | Titular 4 |

## Amistosos
- Partidos amistosos de 1908 y 1909 con Sport Bolognesi.
- Partidos amistosos de 1908 con Libertad.
- Torneo de 1903 , enfrenta al Unión Cricket y al Sport Juvenil.

## Enlaces
- Tema: La Liga Peruana de Fútbol., Capítulo 2 de La difusión del fútbol en Lima, tesis de Gerardo Álvares Escalona, Biblioteca de la Universidad Nacional Mayor de San Marcos
- Tesis Difusión del Fútbol en Lima- Cap.2
- Tema: La Liga Peruana de Fútbol., Capítulo 4 de Espectáculo y Autogobierno Del Fútbol, tesis de Gerardo Álvares Escalona, Biblioteca de la Universidad Nacional Mayor de San Marcos
- Tesis Difusión del Fútbol en Lima- Cap 4.

- Datos: Q28663831